# U-520
| U-520                      | U-520 | U-520 |
| -------------------------- | --- | --- |
|                            | | |
|                            | | |
|                            | | |
| Під прапором               | Третій рейх | Третій рейх |
| Спуск на воду              | 2 березня 1942 року | 2 березня 1942 року |
| Виведений зі складу флоту  | 30 жовтня 1942 року | 30 жовтня 1942 року |
| Сучасний статус            | затоплений | затоплений |
| Проєкт                     | | |
| Тип ПЧ                     | Дизельний підводний човен | Дизельний підводний човен |
| Основні характеристики     | | |
| Швидкість (надводна)       | 17,9 вузла | 17,9 вузла |
| Швидкість (підводна)       | 7,0 вузла | 7,0 вузла |
| Робоча глибина занурення   | 100 м | 100 м |
| Гранична глибина занурення | 230 м | 230 м |
| Автономність плавання      | 63 милі (117 км) км на швидкості 4 вузли (7,4 км/год) (у підводному положенні) 13 450 морських миль (24 910 км на швидкості 10 вузлів (19 км/год) (у надводному положенні) | 63 милі (117 км) км на швидкості 4 вузли (7,4 км/год) (у підводному положенні) 13 450 морських миль (24 910 км на швидкості 10 вузлів (19 км/год) (у надводному положенні) |
| Екіпаж                     | 48 осіб | 48 осіб |
| Розміри                    | | |
| Довжина найбільша (по КВЛ) | 76,76 м | 76,76 м |
| Ширина корпусу найб.       | 6,76 м | 6,76 м |
| Висота                     | 9,6 м | 9,6 м |
| Середня осадка (по КВЛ)    | 4,70 | 4,70 |
| Водотоннажність надводна   | 1120 т | 1120 т |
| Озброєння                  | | |
| Артилерія                  | 1 × 88-мм палубна гармата SK C/32 | 1 × 88-мм палубна гармата SK C/32 |
| Торпедно- мінне озброєння  | 4 носових і два кормових ТА. 22 торпеди або 44 міни TMA чи 66 TMB | 4 носових і два кормових ТА. 22 торпеди або 44 міни TMA чи 66 TMB |
| ППО                        | 1 × 37-мм зенітна гармата SKC/30 2 × 20-мм зенітні гармати FlaK 30 | 1 × 37-мм зенітна гармата SKC/30 2 × 20-мм зенітні гармати FlaK 30 |

U-520 — німецький підводний човен типу IXC, часів  Другої світової війни.
Замовлення на будівництво човна було віддане 14 лютого 1940 року. Човен був закладений на верфі «Deutsche Werft AG» у Гамбурзі 1 липня 1941 року під заводським номером 335, спущений на воду 2 березня 1942 року, 19 травня 1942 року увійшов до складу 4-ї флотилії. Також за час служби перебував у складі 2-ї флотилії. Єдиним командиром човна був капітан-лейтенант Фолькмар Шварцкопфф.
За час служби човен зробив 1 бойовий похід, у якому не потопив та не пошкодив жодного судна.
Потоплений 30 жовтня 1942 року в Північній Атлантиці східніше Ньюфаундленда (47°47′ пн. ш. 49°50′ зх. д. / 47.783° пн. ш. 49.833° зх. д.) глибинними бомбами канадського бомбардувальника «Боло». Усі 53 члени екіпажу загинули.